# Стереотипи про ЛГБТ
ЛГБТ-стереотипи — стереотипи щодо лесбійок, геїв, бісексуалів та трансгендерів (ЛГБТ). Стереотипи — це загальноприйняті, формулістичні узагальнення, думки чи образи, засновані на сексуальній орієнтації або гендерній ідентичності ЛГБТ. Стереотипне сприйняття може бути набуте через взаємодію з батьками, вчителями, однолітками та засобами масової інформації або, загальніше, через відсутність безпосередньої обізнаності, що призводить до збільшення опори на узагальнення.
Негативні стереотипи часто асоціюються з гомофобією, лесбофобією, біфобією або трансфобією, ацелофобією. Позитивні стереотипи, або контрстереотипи, також існують.

## Лесбійки

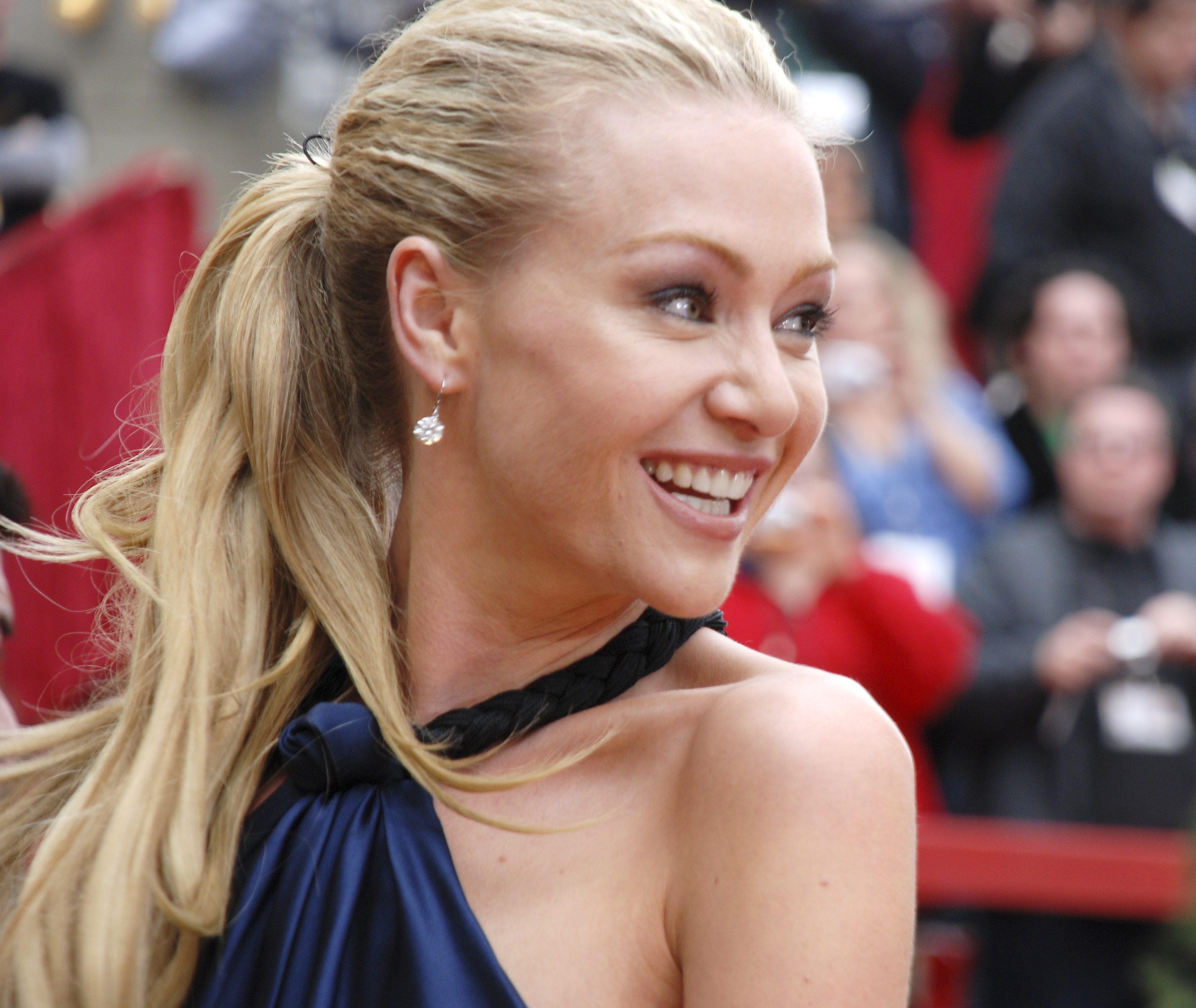
Актриса Порша де Россі зробила камінг-аут на початку 2000-х.

Багато лесбійок асоціюються з коротким волоссям, носінням широкого одягу та заняттями спортом. Крім того, висвітлення в новинах ЛГБТ-питань посилює стереотипне зображення лесбійок. Часто в ефірі новин висвітлюються історії про більш «чоловічних» лесбійок, і вони не в змозі надати рівного висвітлення іншим лесбійським ідентичностям. Таким чином, групи населення, які отримують інформацію про маргіналізовані громади з джерел новин, починають прирівнювати лесбійську сексуальність до чоловічої презентації. Те, як зображують лесбійок, змушує людей робити припущення щодо людей у повсякденному житті.
Як правило, лесбійки стереотипно належать до однієї з двох наступних категорій: «буч і фем». Буч-лесбійки одягаються більш по-чоловічому, ніж інші жінки. «Дайки» (раніше пейоративний термін, який лесбійська громада відновила до певної міри) вважаються членами спільноти, яка сприймається як складена з сильних і відвертих адвокатів у суспільстві. Актрисі Порші де Россі приписують суттєву протидію загальній суспільній помилці про те, як виглядають і функціонують лесбійки. У 2005 році вона розкрила свою сексуальну орієнтацію в інтерв'ю «Details» та «The Advocate», що породило подальшу дискусію щодо концепції «гіпер-жіночної» лесбійки. Ці стереотипи розгортаються в межах і самої спільноти ЛГБТІК+, і багато жінок повідомляють, що почувають себе зайвими в квір-спільноті.

## Геї

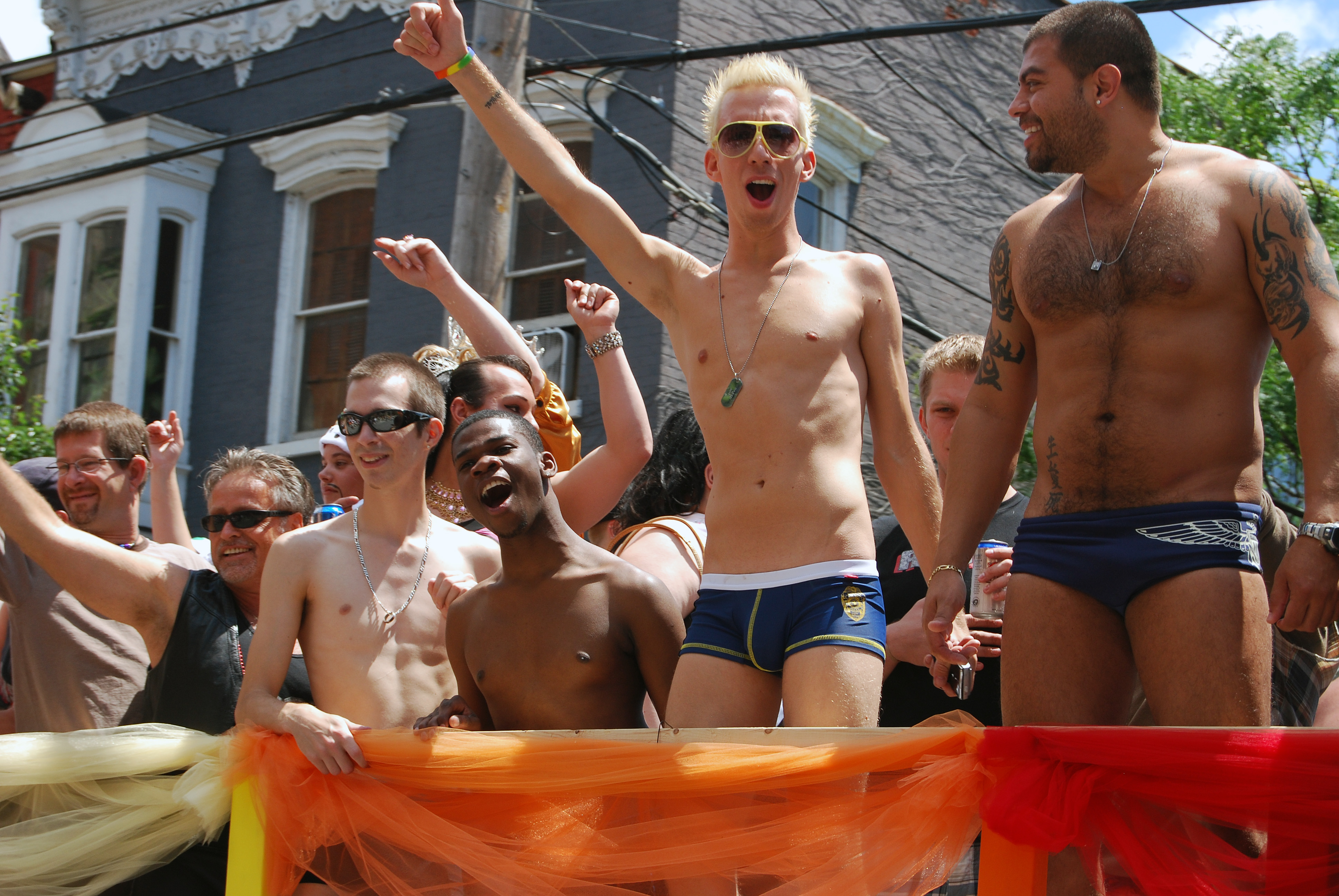
Гей-парад в Олбані, штат Нью-Йорк

Гей-чоловіки часто ототожнюються гетероцентричним мейнстримом як взаємозамінних із гетеросексуальними жінками, і їх часто стереотипно сприймають як жіночних незважаючи на те, що гендерні прояви, гендерна ідентичність та сексуальна орієнтація широко прийнято відрізняти один від одного. Театр, зокрема бродвейські мюзикли, є складовою іншого стереотипу, «шоу», який узагальнює, що чоловіки-геї займаються сценічним мистецтвом і є театральними, надмірно драматичними та емоційними.
Ведмежа субкультура ЛГБТ-спільноти складається із великих волохатих чоловіків, яких називають ведмедями. Деякі з них відмовляються від більш жіночних чоловіків-геїв.

### Зовнішній вигляд і манери
Геї часто асоціюються з «жіночним мовленням». Мода та жіночність давно розглядаються як стереотипи гомосексуальності. Вони часто базуються на видимості взаємних стосунків між геями та модою. Дизайнери, в тому числі Dolce & Gabbana, використовують гомоеротичні образи у своїй рекламі. Деякі коментатори стверджують, що це заохочує стереотип, що більшість чоловіків-геїв із задоволенням роблять покупки. Мляве зап'ястя — це також манерність, пов'язана з геями.
Недавні дослідження Вільяма Кокса та його колег продемонстрували, що «гейдар» часто використовується як альтернативний стереотип.

### Секс та стосунки

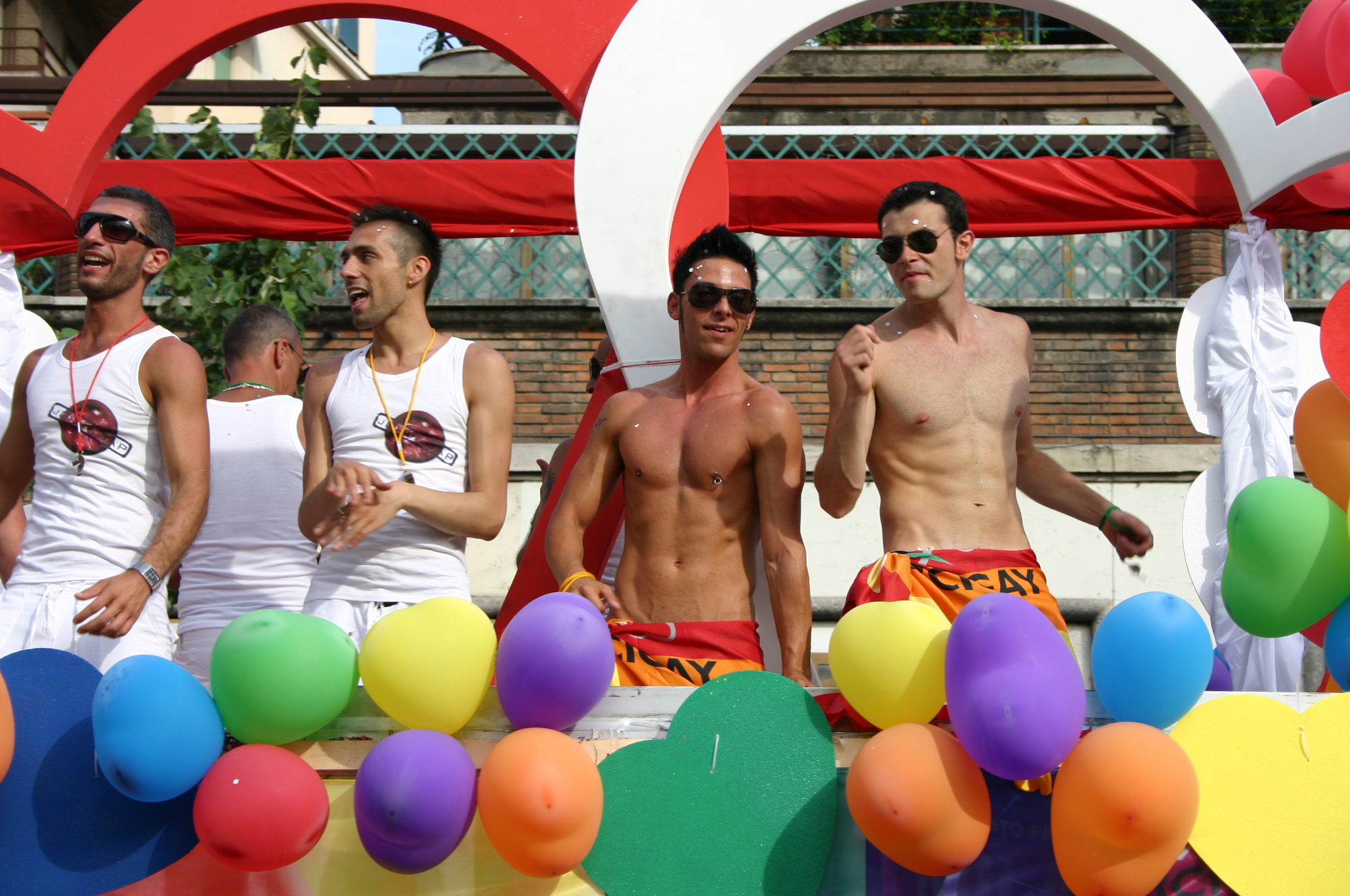
Парад гордості у Римі

Дослідження також припускають, що лесбійки можуть мати трохи більше шансів, ніж чоловіки-геї, налагодити стійкі стосунки. Що стосується незахищеного сексу, дослідження 2007 року цитувало два великі опитування населення, які показали, що «більшість чоловіків-геїв щорічно мають однакову кількість незахищених сексуальних контактів як і жінки-лесбійки». Інше дослідження показало, що чоловіки-геї іноді стикаються із соціальними бар'єрами через цей стереотип. Учасники дослідження повідомили, що їм важко подружитися з іншими геями на платонічній основі. Вони виявили, що коли вони будуть спілкуватися з іншими геями, то буде припущення про сексуальні спонукання, і коли стане ясно, що це не так, інші чоловіки не будуть зацікавлені у продовженні спілкування. Ці стереотипи пронизують усі аспекти суспільства, навіть впливаючи на тих, хто зазнає цього.
Ще одним стійким стереотипом, пов'язаним зі спільнотою гей-чоловіків, є вечірки. До масових заворушень у Стоунволі в 1969 році більшість ЛГБТ-людей були надзвичайно приватними та закритими, а вечірки та бари стали одними з небагатьох місць, де вони могли зустрітися, поспілкуватися та почуватися в безпеці. Заворушення стали початком сучасного ЛГБТ-соціального руху та прийняття сексуальних та гендерних меншин, який з того часу неухильно зростає.

## Бісексуали

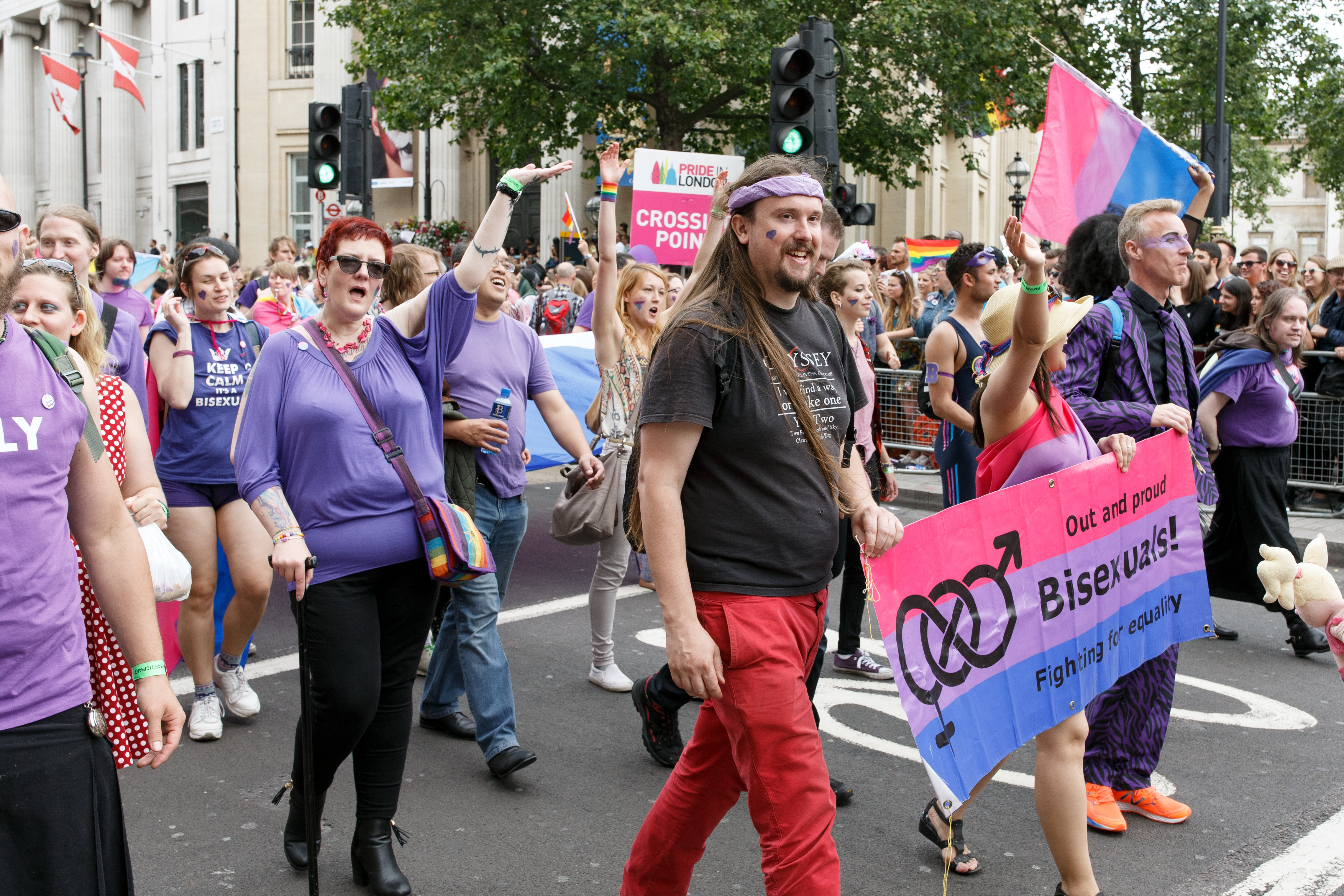
Бісексуали іноді виключаються з ЛГБТ-заходів та громадських зборів, оскільки вони вважаються експериментальною фазою.

Багатьох бісексуалів часто характеризують як нерішучих через їхній потяг як до чоловіків, так і до жінок. Оскільки термін «бісексуал» може позначати людей, які відкриті для сексуальних взаємодій з іншими групами, можуть розглядатися як такі, що не бажають прихилятися до однієї сексуальної ідентичності. Ця характеристика може включати стереотипи, що походять із самої ЛГБТ-спільноти, оскільки бісексуали не завжди вибирають гомосексуальних партнерів — їх часто розглядають як перехідну або експериментальну фазу між гетеросексуальним та гомосексуальним самовизначенням.

### Розпущеність
Інший поширений стереотип полягає в тому, що бісексуали є розпусними і не здатними мати стабільні або тривалі стосунки. Бісексуали іноді вважаються нездатними до моногамії.

## Трансгендерні люди
Трансгендер — загальний термін, який охоплює широке коло людей з більш конкретною ідентичністю. Взагалі, людина, яка є трансгендером, ідентифікує себе зі статтю, відмінною від статі, призначеної при народженні. Цей термін може застосовуватися до інших спільнот, таких які люблять переодягатись, драг-королеви та драг-королі, транссексуали. Переконання, що трансгендери — це повії, карикатури на чоловіків і жінок — це два з багатьох помилкових суджень.
Одним із загальноприйнятих стереотипів щодо транс-жінок є те, що вони, як вважається, є королевами переодягання.

### Транссексуалізм
Транссексуал — це людина, яка народилася з фізичними характеристиками однієї статі, яка психологічно та емоційно ототожнює себе з різновидом або іншою статтю, ніж їхні фізичні статеві ознаки. Стереотипи щодо транс-жінок включають, що вони завжди вищі і мають більші руки, ніж жінки- цисгендери. Навпаки, транс-чоловіків часто стереотипно сприймають як миліших, жіночніших та пасивніших, ніж їхні колеги-цисгендери, і класифікують їх як «м'яких хлопців».

## Походження та поширеність
Соціологи намагалися зрозуміти, чому існують такі негативні конотації, пов'язані з лесбійською спільнотою. Вільям Джеймс припускав, що це був відразливий інстинкт, який природно притаманний кожній жінці, і що, коли людина насолоджується одностатевою взаємодією, це відбувається тому, що це стає звичкою. Коротко кажучи, він припускав, що «толерантності вчаться, а відраза вроджена» (PBS). У 1908 році Джеймс та Едвард Вестермак спробували зрозуміти насильницькі дії щодо гомосексуалів єврейською, християнською та зороастрійською релігіями. Вони вважали, що ворожість існує через історичний зв'язок між гомосексуальністю та ідолопоклонством, єрессю та злочинною поведінкою. Зигмунд Фрейд у 1905 році стверджував, що гомофобію формувало суспільство, оточення людини та схильність людини до гомоеротизму. Шандор Ференс (1914) вважав, що якщо у гетеросексуальної жінки виникає почуття відрази стосовно тих, хто визначає себе як лесбійка, це є реакцією та захисним механізмом проти прихильності тієї самої статі. Іншими словами, він вважав, що гетеросексуальні жінки бояться, що їх позначать як лесбійок.